# Toshiya Motozuka
Toshiya Motozuka (本塚 聖也 Motozuka Toshiya?), född 20 maj 1997 i Hokkaido prefektur, är en japansk fotbollsspelare.
Motozuka började sin karriär 2020 i Zweigen Kanazawa.